# Сагарда, Николай Иванович
Никола́й Ива́нович Сагарда (1 декабря 1870, Золотоноша — 1942 или 16 марта 1943, Киев) — российский богослов, специалист в области патристики.

## Биография
Родился в семье священника села Красионовка Золотоношского уезда Полтавской губернии. Брат, Александр Иванович Сагарда, профессор богословия.
Окончил Переяславское духовное училище, Полтавскую духовную семинарию (1892), Санкт-Петербургскую духовную академию в 1896 году со степенью кандидата богословия. В 1896—1897 годах — профессорский стипендиат академии по кафедре Священного Писания Нового Завета. Магистр богословия (1904, тема диссертации — «Первое соборное послание св. апостола и евангелиста Иоанна Богослова»). Доктор церковной истории (1917, тема диссертации — «Святой Григорий Чудотворец, епископ Неокасарийский. Его жизнь, творения и богословие», этот труд удостоен Макарьевской премии).

## Научно-педагогическая деятельность
- С 1897 года — учитель латинского языка в Полтавском духовном училище.
- С 1899 года — преподаватель библейской и церковной истории в Полтавской духовной семинарии.
- С 1905 года — доцент, затем сверхштатный экстраординарный профессор Санкт-Петербургской духовной академии по кафедре патристики.
- С 1909 года — штатный экстраординарный профессор академии по кафедре Патристики.
- В 1917 году избран штатным ординарным профессором академии, но указом соединённого присутствия Св. Синода и Высшего церковного совета не был утверждён в этом звании в связи с отсутствием средств в общецерковной казне.

С декабря 1911 по 1 января 1915 года — редактор журнала «Христианское чтение». Автор перевода трудов св. Григория Неокесарийского (изданы в Петрограде в 1916).
В 1918 году уехал в Полтаву, затем переехал в Киев. С 1919 года — приват-доцент Киевского университета, читал лекции по истории древней христианской литературы. В 1920 году недолго был профессором Высшего института народного образования в Киеве. С конца 1920-го — заведующий и главный библиотекарь Полтавской центральной научной библиотеки, читал лекции по истории христианства в Полтавском Украинском институте общественных наук (с 1921 года — Институт народного образования).
Затем вновь вернулся в Киев, заведовал отделением во Всенародной библиотеке Украины, был заместителем председателя Византологической комиссии Всеукраинской академии наук. Опубликовал более 30-и работ библиографического характера в академических изданиях.

### Труды
- Первое соборное послание св. апостола и евангелиста Иоанна Богослова. — Полтава, 1903.
- Характерные особенности в раскрытии и изложении св. апостолом Иоанном Богословом христианского учения // «Христианское чтение», 1904 — № 6
- Учение св. Иоанна Златоуста о Церкви // Церковный вестник. — СПб., 1907. — № 46-47
- Новооткрытое произведение святого Иринея Лионского «Доказательства апостольской проповеди». — СПб., 1907.
- Древнецерковная богословская наука на греческом Востоке в период расцвета (IV—V вв.). // Христианское чтение, 1910. апрель.
- Вера и жизнь христианская по учению св. отцов и учителей Церкви. Вып. 1-4. — Петроград, 1915.
- Святой Григорий Чудотворец, епископ Неокасарийский. Его жизнь, творения и богословие. — Петроград, 1916 (переиздание — СПб, 2006).
- Григорий, еп. Неокесарийский. Творения / Перевод Н. Сагарда. — Петроград, 1916.
- Взгляд на чтеца в древней Церкви (Прибавления к Церковным ведомостям. — Петроград, 1918.
- Лекции по патрологии. I—IV века / Под общ. и научн. ред. диакона А. Глущенко и А. Г. Дунаева. — М.: Издательский Совет Русской Православной Церкви, 2004. — 796 с. — («Лекции по патрологии. I—IV века»). ISBN 5-94625-092-2
- Полный корпус лекций по патрологии. — СПб., 2004. (в соавторстве с А. И. Сагарда)
- Conybeare F. С., The newly recovered Treatise of Irenaeus. // Христианское чтение, 1908 — № 4.
- Гомилетические произведения св. Григория Чудотворца, епископа Неокесарийского. // Христианское чтение, 1914 — № 9.
- Два произведения, ложно надписываемые именем св. Григория Чудотворца, епископа Неокесарийского. // Христианское чтение, 1914 — № 1.
- Лобовиков Иван Иванович, бакалавр С.-Петербургской Духовной Академии по кафедре Патристики. // Христианское чтение, 1914 — № 2.
- Новооткрытое произведение святого Иринея Лионского: «Доказательство Апостольской проповеди» // Христианское чтение, 1907 — № 4
- Письмо Оригена к св. Григорию Чудотворцу. // Христианское чтение, 1907 — № 4
- Св. Григория Чудотворца, епископа Неокесарийского, К Татиану краткое слово о душе. // Христианское чтение, 1913 — № 12
- Св. Григория Чудотворца, епископа Неокесарийского, [Послание] К Филагрию о единосущии. // Христианское чтение, 1913 — № 12
- Святого Григория Чудотворца «Благодарственная речь Оригену» // Христианское чтение, 1912 — № 11
- Святого Григория Чудотворца, епископа Неокесарийского, «К Феопомпу о возможности и невозможности страданий для Бога» // Христианское чтение, 1913 — № 6
- Святого Григория Чудотворца, епископа Неокесарийского, «Каноническое послание» // Христианское чтение, 1913 — № 3
- Святого Григория Чудотворца, епископа Неокесарийского. «Переложение Екклесиаста» // Христианское чтение, 1913 — № 4
- Сирийское житие св. Григория Чудотворца. // Христианское чтение, 1912 — № 10
- Статьи богословского содержания в академических журналах за мм. январь—апрель 1907 года. // Христианское чтение, 1907 — № 7
- Статьи богословского содержания в «Богословском Вестнике», «Трудах Киевской Духовной Академии» и «Православном Собеседнике» за мм. май—август 1907 года // Христианское чтение, 1907 — № 7
- Статьи по вопросу об организации предстоящего Поместного собора и о реформе строя церковного управления // Христианское чтение, 1906 — № 10
- Учение о Святой Троице Святого Василия Великого // Журнал Московской Патриархии 1979 — № 1 — с. 71-77
- Фрагменты творений св. Григория Чудотворца, епископа Неокесарийского, и надписываемые его именем заклинательные молитвы. // Христианское чтение, 1916 — № 5-6